# Wallace & Gromit: Fel brallor
Wallace & Gromit: Fel brallor (eng. originaltitel The Wrong Trousers) är en brittisk animerad film. Filmen är gjord av modellermassa och filmad med stop motion-tekniken.
Filmen är den andra från Nick Park med duon Wallace och Gromit. I mars 1994 fick filmen en Oscar för bästa animerade kortfilm.

## Handling
Wallace och Gromit får en hyresgäst, en pingvin, som intar Gromits rum och snart också Wallace förtroende. Men den onde pingvinen planerar att stjäla en diamant från museet och använder därför Wallace senaste uppfinning – ett par automatiska byxor. De skulle egentligen promenera med Gromit istället för Wallace, men allt funkar inte som det ska.

## Röster
| Roll    | Originalröst | Svensk röst   |
| ------- | ------------ | ------------- |
| Wallace | Peter Sallis | Claes Månsson |